# سحلية بيدرياغا ذات الأصابع الجانبية
سحلية بيردرياغا ذات الاصابيع الجانبية ( Acanthodactylus bedriagai) هي نوع من السحالي مستوطن في الجزائر وهي من عائلة سحالي حقيقية. الموطن الأصلي هو الجزائر .

## سبب التسمية
كلا الاسمين الاسم العلمي بيردياغا والاسم المتعارف عليه تم اطلاقهم تكريما للعالم الروسي عالم الزواحف جاك فون بيدرياغا . 

## النطاق الجغرافي
يعود موطن سحلية بيردياغا الي شمال الجزائر حيث تتواجد في الهضاب العليا لجبال A. bedriagai ، حيث توجد في الهضاب العليا وجبال القبائل الصغيرة .

## الموطن
الموطن الطبيعي لسحلية بيردياغا هو الشجيرات الجافة أو الشجيرات الشبه استوائيه أو الاستوائية علي ارتفاعات تصل الي 1,000 متر (3,300 قدم) .

## التكاثر
تتكاثر سحالي بيردياغا ذات الاصابع الجانبية بيضوي . 

## الزواحف المهددة بالانقراض
سحلية بيدرياغا من ضمن القايمة الحمراء للزواحف المهددة بالانقراض نشرت في ديسمبر 2006. للاتحاد الدولي للحفاظ على الطبيعة IUCN

المراجع:
1. ↑  The IUCN Red List of Threatened Species 2022.2 (بالإنجليزية), 9 Dec 2022, QID:Q115962546
2. ↑  {{{1}}}[›]IUCN Red List version 2016-2" . القائمة الحمراء للأنواع المهددة بالانقراض IUCN . الاتحاد الدولي للحفاظ على الطبيعة والموارد الطبيعية (IUCN) . تم الاسترجاع 8 سبتمبر 2016 .
3. ↑  Beolens, Bo; Watkins, Michael; Grayson, Michael (2011).
4. ↑  Species Acanthodactylus bedriagai at The Reptile Database
. www.reptile-database.org.